# 石廊 (給油艦)
石廊（いろう/いらう[旧仮名遣]）は日本海軍の給油艦。知床型給油艦の7番艦で、艦名は静岡県・伊豆半島の石廊埼による。

## 艦歴
1918年（大正7年）度の八六艦隊案で計画され、大阪鉄工所(現：日立造船)桜島造船所で1922年（大正11年）10月30日に竣工、呉鎮守府籍となる。平時は北アメリカ、ボルネオ島など海外からの重油輸送に従事した。大正15年（1926年）11月30日にサンペドロに入港した時、アメリカ戦艦カリフォルニア (USS California, BB-44) とウェストバージニア (USS West Virginia, BB-48) に対して登舷礼を行ったものの、両艦に気づかれなかったということがあった。また、停泊中にはペンシルベニア (USS Pennsylvania, BB-38) からアメリカンフットボール観戦の誘いがあり、乗員がペンシルベニア対オクラホマ (USS Oklahoma, BB-37) の対抗戦を観戦するという一コマもあった。日本国内においても、1923年（大正12年）9月1日の関東大震災では品川方面に出動して救援物資輸送や通信など支援任務に従事した。
1941年（昭和16年）10月31日に第四艦隊付属となり、12月8日の太平洋戦争開戦をクェゼリン環礁で迎えた。同日、ウェーク島の戦いに参加のためクェゼリンを出撃。ビキニ環礁で待機したが、最初の攻撃に失敗したため作戦は一時中止となり、12月11日にクェゼリンに帰投した。以降は横須賀、トラック、ラバウル、マーシャル諸島間を往復した。1942年（昭和17年）6月に一旦呉に入港して呉海軍工廠において入渠整備を実施。整備後は従前どおり、トラックやラバウル、マーシャル方面への輸送任務に従事した。12月10日にジャルート環礁を出港し、サイパン島経由で12月26日に呉に入港。1942年（昭和17年）1月14日に呉を出港し、馬公を経由して2月1日にトラックに到着。
2月27日、「第二十一号駆潜艇」に護衛されてヤルートへ向かっていた「石廊」はアメリカ潜水艦「プランジャー」の雷撃を受け、被雷大破した。翌日も雷撃を受けたが、すべて不発であった。3月1日に「香取丸」に曳航されてヤルートへ向かうが、行き先はクェゼリンに変更され、3月5日に入港。同地で応急修理を受けた。
5月23日、特設運送船「興津丸」に曳航され、クェゼリンから合流してきた駆逐艦「追風」と第31号駆潜艇の護衛を受けてジャルートを出港し、呉に向かう。行程のほとんどで敵襲を受けなかったが、6月10日早朝、北緯31度25分 東経132度25分 / 北緯31.417度 東経132.417度の宮崎県細島沖においてアメリカ潜水艦「ティノサ」の攻撃を受ける。ティノサは前日深夜に発見して追跡を続けており、ティノサ艦長ローレンス・ランドール・ダスピット少佐は、この時点で最後に残っていた魚雷6本を全て使っての攻撃を決していた。魚雷は2本が命中したと判断されたが、爆雷攻撃を受けて確認する事ができなかった。被害は大事に至らず、11月いっぱいまで呉海軍工廠で修理を実施した。
修理が終わった後、12月8日に佐伯を出港するオ803船団に加入し、パラオ経由でバリクパパンに向かう。以降はバリクパパンとパラオ間の輸送任務に従事する。1944年（昭和19年）3月15日、重油、ドラム缶、大発動艇を搭載して「鶴見」などとともにオ507船団を構成し、駆逐艦「春雨」「白露」、第36号哨戒艇などの護衛を受けてバリクパパンを出港してパラオに向かう。しかし、3月22日朝に北緯07度22分 東経132度08分 / 北緯7.367度 東経132.133度の地点を航行中、アメリカ潜水艦タニー (USS Tunny, SS-282) の雷撃を受けて魚雷が1本命中し損傷する。艦首部が沈んだものの応急修理を行った上、パラオに入港した。3月30日、パラオで停泊中に第58任務部隊（マーク・ミッチャー中将）の艦載機によるパラオ大空襲を受け、航行不能となる。翌31日の再度の空襲で大破擱座し、放棄された。その後、翌月4月17日に船体が全没し、5月10日に除籍された。

## 艦長
※『日本海軍史』第9巻・第10巻の「将官履歴」に基づく。階級は就任時のもの。
艤装員長
- 岩沢安五郎 中佐：1922年8月1日[43] -

特務艦長
- 岩沢安五郎 中佐：1922年10月30日[44] - 1923年11月10日[45]
- （心得）水野熊雄 中佐：1923年11月10日[45] - 1924年7月1日[46]
- （心得）富岡愛次郎 中佐：1924年7月1日 - 1924年11月10日
- 御堀伝造 中佐：1924年11月10日 - 1925年9月18日
- 緒方三郎 中佐：1925年9月18日[47] - 1926年3月5日[48]
- 鈴木勇 大佐：1926年3月5日[48] - 1926年5月20日[49]
- 小林晋 大佐：1926年5月20日[49] - 1926年10月15日[50]
- 立花一 中佐：1926年10月15日 - 1927年4月1日
- （兼）瀬崎仁平 大佐：1927年4月1日 - 1927年5月1日
- （兼）杉本道雄 大佐：1938年2月21日 - 1938年4月15日
- 石崎昇 大佐：1938年4月15日 - 1938年12月15日
- 朝倉豊次 大佐：1938年12月15日 - 1939年9月1日
- 堀江義一郎 大佐：1939年9月1日 - 1939年11月15日
- 仁科宏造 大佐：1939年11月15日 - 1940年3月10日
- 高橋雄次 大佐：1940年3月10日 - 1940年10月15日
- 猪口敏平 大佐：1940年10月15日 - 1941年5月24日
- 水口兵衛 大佐：1941年5月24日[51] - 1941年9月1日[52]
- 松田尊睦 中佐：1941年9月1日 - 1942年8月22日
- 北村富美雄 大佐：1943年4月27日 - 1944年3月30日戦死